# Adam Krzywoń
Adam Karol Krzywoń – polski prawnik, urzędnik państwowy, doktor habilitowany nauk prawnych, nauczyciel akademicki
Uniwersytetu Warszawskiego, pracownik naukowy German Research Institute for Public Administration w Speyer, w latach 2010–2018 członek i sekretarz Rady Legislacyjnej przy Prezesie Rady Ministrów, specjalista w zakresie prawa konstytucyjnego. Od 2025 zastępca rzecznika praw obywatelskich.

## Życiorys
W 2007 ukończył studia prawnicze na Wydziale Prawa i Administracji Uniwersytetu Warszawskiego. Tam też na podstawie napisanej pod kierunkiem Marka Zubika rozprawy pt. Podatki i inne daniny publiczne w Konstytucji RP w 2010 otrzymał stopień naukowy doktora nauk prawnych w zakresie prawa, specjalność: prawo konstytucyjne. Na macierzystym wydziale na podstawie dorobku naukowego oraz rozprawy pt. Konstytucyjna ochrona pracy i praw pracowniczych uzyskał w 2018 stopień doktora habilitowanego nauk prawnych w zakresie prawa.
W 2010 objął stanowisko adiunkta Uniwersytetu Warszawskiego w Instytucie Nauk o Państwie i Prawie Wydziału Prawa i Administracji UW. W latach 2007–2008 pracował w Biurze Trybunału Konstytucyjnego, w latach 2008–2010 zatrudniony w Biurze Rzecznika Praw Obywatelskich.
W latach 2010–2018 był członkiem i sekretarzem Rady Legislacyjnej przy Prezesie Rady Ministrów. Pełnił także funkcję sekretarza naukowego kwartalnika „Przegląd Legislacyjny”. W 2019–2020 stypendysta w Madrid Institute for Advanced Study. Od połowy 2020 pracownik naukowy German Research Institute for Public Administration w Speyer.  W 2024 Marcin Wiącek powołał go na stanowisko dyrektora Zespołu Prawa Konstytucyjnego, Międzynarodowego i Europejskiego w Biurze Rzecznika Praw Obywatelskich. Na tym stanowisku zastąpił Mirosława Wróblewskiego. W listopadzie 2024 Marcin Wiącek powołał go na zastępcę rzecznika praw obywatelskich. Stanowisko to obiął 1 stycznia 2025, zastępując Valeriego Vacheva. 
Posługuje się językami: angielskim, hiszpańskim i francuskim.
W 2025 r., w związku z nominacją na stanowisko zastępcy rzecznika praw obywatelskich, zrezygnował z funkcji kierownika aplikacji legislacyjnej w Rządowym Centrum Legislacji. Na tym stanowisku zatąpił go prof. dr hab. Mirosław Granat - sędzia Trybunału Konstytucyjnego w stanie spoczynku.